# Lista över ledamöter av Ålands lagting 2011–2015
Lista över ledamöter av Ålands lagting, mandatperioden 2011–2015.

## Liberalerna på Åland
- Viveka Eriksson
- Katrin Sjögren
- Gunnar Jansson
- Mats Perämaa
- Torsten Sundblom
- Tony Asumaa

## Åländsk Center
- Jörgen Pettersson
- Anders Englund
- Britt Lundberg
- Runar Karlsson
- Torbjörn Eliasson
- Suppleant: Roger Slotte (för infrastrukturministern Veronica Thörnroos)
- Suppleant: Harry Jansson (för vicelantrådet och finansministern Roger Nordlund)

## Obunden samling
- Mika Nordberg
- Danne Sundman
- Suppleant: John Hilander (för näringsministern Fredrik Karlström)
- Suppleant: Carita Nylund (för kansliministern Gun-Mari Lindholm)

## Ålands socialdemokrater
- Igge Holmberg
- Christian Beijar
- Barbro Sundback
- Göte Wine
- Suppleant: Karl-Johan Fogelström (för lantrådet Camilla Gunell)
- Suppleant: Sara Kemetter (för socialministern Carina Aaltonen)

## Moderaterna på Åland
- Wille Valve
- Roger Jansson
- Åke Mattsson
- Suppleant: Petri Carlsson (för utbildningsministern Johan Ehn)

## Ålands framtid
- Anders Eriksson
- Axel Jonsson
- Brage Eklund